# 완화자

일 차원의 완화자이다(위쪽). 아래는 빨간색은 꺽인 점(왼쪽)과 뾰족한 도약(오른쪽)이 있는 함수이고, 파란색은 완화된 형태이다.

수학에서 완화자는 분포 이론에서 합성곱으로 매끄럽지 않은 (일반화된) 함수를 근사해 매끄러운 함수의 수열을 만들 때 쓰이는 매끄러운 함수이다. 직관적으로 주어진 불규칙한 함수가 완화자로 합성곱을 취한 함수는 "완화"된 것이다. 즉 원래의 매끄럽지않은 (일반화된) 함수화 가까우면서 그 날카로운 특징이 매끄러워질 것이다. 이것을 만든 커트 오토 프리드리히(Kurt Otto Friedrichs) 이후 프리드리히 완화자로 불리게 되었다.

## 역사적 메모
완화자는 편미분방정식의 고전적인 이론의 분기점으로 불리는 커트 오토 프리드리히의 논문 (Friedrichs 1944, pp. 136–139)에서 알려졌다. 이 수학적 대상의 이름은 기이한 기원을 가지고 있다: 럭스 페테르는 이 이름에 관한 이야기를 그의 주석(Friedrichs 1986, volume 1, p. 117)에서 밝혔다. 럭스에 의하면, 그 때에 수학자 도날드 알렉산더 플랜더스는 프리드리히의 동료였다: 그는 영어 사용에 관하여 조언하는 것을 즐겨했기 때문에 그는 플랜더스에게 자신이 사용하는 매끄럽게 하는 연산자의 이름에 관하여 조언을 구했다. 플랜더스는 청도교였기 때문에 그의 친구 Moll이 그의 도덕적 자질을 인정받아 몰 플랜더스(Moll Flanders)라는 이름을 얻게 되었다: 따라서 그는 두 플랜더스의 새로운 이름과 동사'완화하다'(to mollify)를 결합한 말장난으로 새로운 수학적 개념을 "mollifier" 라고 이름붙였다. 이는 비유적으로 '매끄럽게 하다'라는 의미를 가진다.
이전에 세르게이 소볼레프가 완화자를 그의 1938년에 논문에 사용했다. 그 논문은 소볼레프 내장 정리의 증명을 포함한다: Friedrichs (1953, 196쪽)는 스스로 완화자를 처음 소개한것은 소블레프의 업적이였음을 인정했다:-"이 완화자는 소볼라프와 그 저자에 의해서 소개되었다...".
완화자의 개념에 약간의 오해가 있음을 지적해야 한다: 프리드리히는 "완화자"를 그 커널이 지금 완화자라고 하는 함수의 일종인 적분 연산자라고 정의했다. 하지만 그 선형 적분의 특성은 그 커널에 의해 완전히 결정되었기 때문에 완화자라는 이름은 일반적으로 많이 사용되는 커널이 물려받게 되었다.

## 정의

점진적인 완화를 거치고 있는 함수이다.

### 현대적(분포 기반) 정의
Definition 1. 만약 {\displaystyle \varphi } 가 ℝn, n ≥ 1에서 다음의 세 조건을 만족하는 매끄러운 함수라면
(1)   콤팩트 지지집합을 가지고 있어야 한다
(2)  {\displaystyle \int _{\mathbb {R} ^{n}}\!\varphi (x)\mathrm {d} x=1}
(3)  {\displaystyle \lim _{\epsilon \to 0}\varphi _{\epsilon }(x)=\lim _{\epsilon \to 0}\epsilon ^{-n}\varphi (x/\epsilon )=\delta (x)}
여기서 {\displaystyle \delta (x)} {\displaystyle \varphi }는 완화자이다. 함수 {\displaystyle \varphi } 는 또한 다음의 조건들을 만족할 수 있다: 예를 들어 이것이 다음을 만족한다면
(4)   모든 x ∈ ℝn,에 대해서 \varphi (x) ≥ 0 라면 이것은 양의 완화자라고 불린다
(5)   어떤 무한히 미분가능한 함수 {\displaystyle \mu } : ℝ+ → ℝ에 대하여 \varphi (x)=\mu (|x|)라면 이것은 대칭 완화자라고 불린다

### 프리드리히의 정의에 대한 주석
주 1. 분포 이론이 여전히 넓게 알려지지도 사용되지도 않았을 때, 위의 특징 (3)은 함수 {\displaystyle \scriptstyle \varphi _{\epsilon }}와 적절한 힐베르트나 바나흐 공간에 속해 있는 주어진 함수의 합성곱이 마지막에 ε → 0으로 수렴한다고 말함으로써 얻어졌다: 이것이 정확히 프리드리히가 한 것이다. 이것은 또한 완화자가 왜 approximate identities와 관계가 있는지를 명확히한다.
주 2. 이 문서의 "역사적 메모"에서 간략히 설명했듯이 용어 "완화자"는 다음의 합성곱 연산자를 정의하는 것이였다:
{\displaystyle \Phi _{\epsilon }(f)(x)=\int _{\mathbb {R} ^{n}}\varphi _{\epsilon }(x-y)f(y)\mathrm {d} y}
여기서 {\displaystyle \scriptstyle \varphi _{\epsilon }(x)=\epsilon ^{-n}\varphi (x/\epsilon )} 이고 {\displaystyle \varphi }는 위에서 기술한 처음 세 조건을 만족하고 하나 이상의 추가조건을 만족하는 매끄러운 함수이다.

## 구체적인 예
다음과 같이 정의된 ℝn 에서 변수를 갖는 함수 {\displaystyle \varphi (x)}를 생각해보자
{\displaystyle \varphi (x)={\begin{cases}e^{-1/(1-|x|^{2})}/I_{n}&{\text{ if }}|x|<1\\0&{\text{ if }}|x|\geq 1\end{cases}}}
여기서 수치적 상수 {\displaystyle I_{n}}은 정상화를 보장한다. 이것은 쉽게 이 함수가 무한히 미분가능하고, 비 해석적이며 미분계수가 |x| = 1에서 0이 되는 것을 볼 수 있다. {\displaystyle \varphi }는 따라서 위에서 서술한대로 완화자로 사용할 수 있다: 이것은 또한 쉽게 {\displaystyle \varphi }{\displaystyle (x)}가 양이면서 대칭인 완화자임을 볼 수 있다.

일 차원에서 함수

## 특성
완화자의 모든 속성은 합성곱의 연산의 행태와 관련되어 있다: 다음은 분포 이론의 내용에서 찾을 수 있는 모든 증명의 목록이다.

### 매끄럽게하기 속성
어떤 분포 {\displaystyle T}에 대해 실수 {\displaystyle \epsilon }
{\displaystyle T_{\epsilon }=T\ast \varphi _{\epsilon }}
여기서 {\displaystyle \ast } 합성곱이며, 이것은 매끄러운 함수이다.

### Approximation of identity
어떤 분포 {\displaystyle T}에 대하여 실수 {\displaystyle \epsilon } 의 지표를 갖는 다음의 합성곱은 {\displaystyle T}
{\displaystyle \lim _{\epsilon \to 0}T_{\epsilon }=\lim _{\epsilon \to 0}T\ast \varphi _{\epsilon }=T\in D^{\prime }(\mathbb {R} ^{n})}

### 합성곱의 지지
어떤 분포 {\displaystyle T}
{\displaystyle \mathrm {supp} T_{\epsilon }=\mathrm {supp} (T\ast \varphi _{\epsilon })\subset \mathrm {supp} T+\mathrm {supp} \varphi _{\epsilon }}
여기서 {\displaystyle \mathrm {supp} }은 분포의 의미에서 지지를 나타내며, {\displaystyle +} 는 민코프스키 덧셈을 나타낸다.

## 적용
완화자의 기본적인 적용은 매끄러운 함수에 유효한 특성들이 매끄럽지 않은 경우에도 유효한지 증명하는 것이다:

### 분포의 결과
일부 일반화된 함수의 이론에서, 완화자는 분포의 곱셈을 정의하는데 사용된다: 정확하게, {\displaystyle S}와 {\displaystyle T}
{\displaystyle \lim _{\epsilon \to 0}S_{\epsilon }\cdot T=\lim _{\epsilon \to 0}S\cdot T_{\epsilon }{\overset {\mathrm {def} }{=}}S\cdot T}
은 다양한 일반화된 함수의 이론에서 그 생산물을 (만약 존재한다면)정의한다.

### "약=강" 이론
매우 비공식적으로 완화자는 두 다른 종류의 미분연산자의 확장의 특성을 증명하는데 사용된다: 강한 확장과 약한 확장. 논문 (Friedrichs 1944)은 이 개념을 꽤 잘 나타낸다: 하지만  이것이 진정으로 무엇을 의미하는지를 서술하기 위해서 많은 기술적 상세기술이 필요하나 이 짧은 설명에서는 정식으로 설명할 수 없다.

### 매끄러운 절단 함수
단위 구 {\displaystyle B_{1}=\{x:|x|<1\}}의 특성 함수와 매끄러운 함수 {\displaystyle \varphi _{1/2}} ((3)에서 {\displaystyle \scriptstyle \epsilon =1/2})의 합성곱을 통해 다음의 함수를 얻는다.
{\displaystyle \chi _{B_{1},1/2}(x)=\chi _{B_{1}}\ast \varphi _{1/2}(x)=\int _{\mathbb {R} ^{n}}\!\!\!\chi _{B_{1}}(x-y)\varphi _{1/2}(y)\mathrm {d} y=\int _{B_{1/2}}\!\!\!\chi _{B_{1}}(x-y)\varphi _{1/2}(y)\mathrm {d} y\ \ \ (\because supp(\varphi _{1/2})=B_{1/2})}
이것은 {\displaystyle B_{1/2}=\{x:|x|<1/2\}}{\displaystyle B_{3/2}=\{x:|x|<3/2\}}. T이것은 {\displaystyle |x|} ≤ {\displaystyle 1/2}이고 {\displaystyle |y|} ≤ {\displaystyle 1/2}{\displaystyle |x-y|} ≤ {\displaystyle 1} 따라서 {\displaystyle |x|} ≤ {\displaystyle 1/2}
{\displaystyle \int _{B_{1/2}}\!\!\!\chi _{B_{1}}(x-y)\varphi _{1/2}(y)\mathrm {d} y=\int _{B_{1/2}}\!\!\!\varphi _{1/2}(y)\mathrm {d} y=1}.
이 생성이 주어진 컴팩트 집합의 근방에서 동일한 매끄러운 함수를 얻기 위해 어떻게 일반화 될 수 있는지, 그리고이 집합까지의 거리가 주어진 {\displaystyle \scriptstyle \epsilon }. 이런 함수는 (매끄러운) 절단 함수라고 불린다: 이 함수들은 곱셈을 통해 주어진 (일반화된) 함수의 특이점을 제거하는데 쓰인다. 이것은 주어진 집합에서만 곱해져서 (일반화된) 함수의 값에서 바뀌지 않은 값이 나온다 따라서 이는 지지를 수정한다: 또한 절단 함수는 매끄러운 단위 분할의 기본적인 부분이다.

## 같이 보기
- Approximate identity
- 비 해석적 매끄러운 함수
- 범프 함수
- 합성곱
- 바이어슈트라스 변환
- 분포 (해석학)
- 커트 오토 프레드릭
- 일반화된 함수
- 세르게이 소볼레프

## 참고 자료
- Friedrichs, Kurt Otto (January 1944), “The identity of weak and strong extensions of differential operators”, 《Transactions of the American Mathematical Society》 55 (1): 132–151, doi:10.1090/S0002-9947-1944-0009701-0, JSTOR 1990143, MR 0009701, Zbl 0061.26201. The first paper where mollifiers were introduced.
- Friedrichs, Kurt Otto (1953), “On the differentiability of the solutions of linear elliptic differential equations”, 《Communications on Pure and Applied Mathematics》 VI (3): 299–326, doi:10.1002/cpa.3160060301, MR 0058828, Zbl 0051.32703, 2013년 1월 5일에 원본 문서에서 보존된 문서, 2017년 8월 8일에 확인함. A paper where the differentiability of solutions of elliptic partial differential equations is investigated by using mollifiers.
- Friedrichs, Kurt Otto (1986),  Morawetz, Cathleen S., 편집., 《Selecta》, Contemporary Mathematicians, Boston-Basel-Stuttgart: Birkhäuser Verlag, 427 (Vol. 1); pp. 608 (Vol. 2)쪽, ISBN 0-8176-3270-0, Zbl 0613.01020. A selection from Friedrichs' works with a biography and commentaries of David Isaacson, Fritz John, Tosio Kato, Peter Lax, Louis Nirenberg, Wolfgag Wasow, Harold Weitzner.
- Giusti, Enrico (1984), 《Minimal surfaces and functions of bounded variations》, Monographs in Mathematics 80, Basel-Boston-Stuttgart: Birkhäuser Verlag, xii+240쪽, ISBN 0-8176-3153-4, MR 0775682, Zbl 0545.49018.
- Hörmander, Lars (1990), 《The analysis of linear partial differential operators I》, Grundlehren der Mathematischen Wissenschaft 256 2판, Berlin-Heidelberg-New York: Springer-Verlag, ISBN 0-387-52343-X, MR 1065136, Zbl 0712.35001.
- Sobolev, Sergei L. (1938), “Sur un théorème d'analyse fonctionnelle”, 《Recueil Mathématique (Matematicheskii Sbornik)》 (러시아어, 프랑스어), 4(46) (3): 471–497, Zbl 0022.14803. The paper where Sergei Sobolev proved his embedding theorem, introducing and using integral operators very similar to mollifiers, without naming them.